# 西恩·貝克
西恩·貝克（英語：Sean Baker，1971年2月26日—），美國男導演、製片人、編劇、攝影指導及剪輯師。時常執導獨立電影，知名作品如《外賣》（2004年）、《小明星》（2012年）、《夜晚還年輕》（2015年）與《歡迎光臨奇幻城堡》（2017年）。2024年以《艾諾拉》赢得第77屆坎城影展金棕櫚獎和第97屆奧斯卡金像獎最佳影片、最佳导演、最佳原创剧本和最佳剪辑，成為第一位憑着一部電影獲得四項奧斯卡獎及追平華特·迪士尼成為第二位在同一屆獲頒多項奧斯卡獎的紀錄。

## 生平
貝克的第一部長片是《四字單詞》，一部圍繞著美國年輕人的外表、觀點、態度和語言的電影。貝克擔任編劇、導演與剪輯。貝克隨後繼續製作長片《外賣》，他與鄒時擎共同編劇、導演、剪輯及製作，預算為3000美元。影片講述了一名非法中國移民拖欠走私債務的故事，他只剩下一天的時間才能籌集到這筆錢。該片於2004年1月18 日在史蘭丹斯電影節上全球首映，並在超過25個電影節上放映，但由於與計劃發行同名電影的塞思·蘭道(Seth Landau) 發生法律糾紛，該片延至2008年6月6日才上映。
貝克的第三部長片《百老匯王子》於2008年6月22日在洛杉磯影展首映。這部電影講述了一名在曼哈頓出售山寨商品的加納移民發現自己有一個兒子的故事。貝克執導、編劇、共同製作、拍攝和剪輯了這部電影。貝克也自籌資金用於影片的發行和廣告。2008年，《外賣》和《百老匯王子》在同一儀式上獲得獨立精神約翰卡索維茨獎提名。
導演的第四部長片《小明星》是與克里斯·伯格赫共同編劇，由德麗·海明威和貝塞德卡·約翰遜主演。這部電影探討了21歲的簡（海明威飾）和85歲的薩迪（約翰遜飾）之間不可思議的友誼，這兩位婦女的生活在加州聖費爾南多谷。該片於2012年3月11日全球首映，2012年11月9日限量發行。
2024年编导的《阿诺拉》赢得第77届戛纳电影节金棕榈奖，以及第97届奥斯卡金像奖最佳影片、最佳导演、最佳原创剧本、最佳剪辑、最佳女主角五项大奖。

## 作品列表

### 電影
| 年份 | 標題                 | 職位                               | 附註 |
| ---- | -------------------- | ---------------------------------- | --- |
| 2000 | 《四字單詞》         | 導演、編劇和剪輯師                 | |
| 2004 | 《外賣》             | 導演、監製、編劇和剪輯師           | |
| 2008 | 《百老匯王子》       | 導演、編劇、攝影指導和剪輯師       | |
| 2012 | 《小明星》           | 導演、監製、編劇和剪輯師           | |
| 2015 | 《夜晚還年輕》       | 導演、監製、編劇、攝影指導和剪輯師 | 圣丹斯电影节竞赛片 |
| 2017 | 《歡迎光臨奇幻城堡》 | 導演、監製、編劇和剪輯師           | 入围第70届戛纳电影节导演双周单元 |
| 2021 | 《火紅大箭男》       | 導演、監製、編劇和剪輯師           | 第74屆坎城影展正式競賽片 |
| 2024 | 《艾諾拉》           | 導演、監製、編劇和剪輯師           | 第77屆坎城影展金棕櫚獎 美国制片人工会奖最佳电影 第77屆美国导演工会奖最佳电影导演 第97屆奧斯卡金像獎最佳影片、最佳导演、最佳原创剧本、最佳剪辑 |
| 2025 | 《左撇子女孩》       | 监制、编剧、剪辑师                 | 入围第78屆坎城影展影評人週單元 |

### 電視
| 年份      | 標題           | 職位                                 | 附註 |
| --------- | -------------- | ------------------------------------ | ---- |
| 2002–2006 | 《格雷格兔子》 | 創作者、導演、編劇、攝影指導和剪輯師 |      |
| 2010      | 《大明猩沃倫》 | 創作者、導演、編劇和監製             |      |

## 注解
1. ↑  當年華特·迪士尼在第26屆奧斯卡金像獎憑《嘟嘟，噓噓，砰砰和咚咚》、《沙漠奇觀》、《阿拉斯加的愛斯基摩人》及《熊之國》四部電影分別獲得最佳卡通短片、最佳紀錄片、最佳紀錄短片及最佳實景短片四項奧斯卡金像獎，並不是同一部電影。

## 外部連結
- 西恩·貝克在互联网电影资料库（IMDb）上的資料（英文）